# Präserve
Präserven sind Lebensmittel, die (im Gegensatz zu Konserven) ohne Sterilisation durch Säuren oder chemische Konservierungsmittel haltbar gemacht werden. Da auf diese Weise konservierte Lebensmittel nur bedingt haltbar sind, werden Präserven auch als Halbkonserven bezeichnet.
Ebenso bezeichnet man durch Sterilisation und Pasteurisierung haltbar gemachte Halbkonserven als Präserve, wenn die Haltbarkeit bis zu 12 Monaten beträgt. Länger Haltbare bezeichnet man als Vollkonserven.